# Ю Хьо Сік
Ю Хьо Сік (13 квітня 1982) — південнокорейський хокеїст на траві.
Учасник Олімпійських Ігор 2004, 2008, 2012 років.
Переможець Азійських ігор 2006 року, бронзовий призер 2014 року.
Чемпіон Азії 2009, 2013 років, срібний призер 2007 року, бронзовий призер 2003 року.